# Fontaine de Neptune (Rome)
Pour les articles homonymes, voir Fontaine de Neptune.
La fontaine de Neptune est une fontaine de Rome située au nord de la place Navone. Son bassin a été réalisé en 1574 par Giacomo della Porta (également auteur de la fontaine du Maure au sud de la place) ; ses sculptures de Gregorio Zappalà (it) (Neptune) et Antonio Della Bitta (les Néréides) datent de 1878.